# Gąsówka płowa
Gąsówka płowa (Paralepista gilva (Pers.) Raithelh.) – gatunek grzybów należący do rzędu pieczarkowcow (Agaricales).

## Systematyka i nazewnictwo
Pozycja w klasyfikacji według Index Fungorum: Paralepista, Incertae sedis, Agaricales, Agaricomycetidae, Agaricomycetes, Agaricomycotina, Basidiomycota, Fungi.
Po raz pierwszy takson ten opisał w 1801 r. Christiaan Hendrik Persoon, nadając mu nazwę Agaricus gilvus. Obecną, uznaną przez Index Fungorum nazwę nadał mu w 1996 r. Jörg H. Raithelhuber, przenosząc go do rodzaju Paralepista. Pozostałe synonimy:
- Clitocybe gilva (Pers.) P. Kumm. 1871
- Lepista flaccida f. gilva (Pers.) Krieglst. 1991
- Lepista gilva (Pers.) Roze 1876
- Omphalia gilva (Pers.) Gray 1821[2].

Nazwę polską gąsówka płowa zaproponował Władysław Wojewoda w 2003 r. W polskim piśmiennictwie mykologicznym gatunek ten opisywany był też jako lejkówka płowa. Po przeniesieniu taksonu do rodzaju Paralepista, obie te nazwy stały się niespójne z naukową nazwą systematyczną.

## Występowanie
Występuje w Ameryce Północnej, Europie i Azji.